# ハンネス・コーレマイネン
ハンネス・コーレマイネン（ユホ・ピエタリ・“ハンネス”・コレヘマイネン、Juho Pietari "Hannes" Kolehmainen、1889年12月9日 - 1966年1月11日）は、フィンランドのクオピオ出身の陸上競技選手である。
1912年ストックホルムオリンピックでは長距離3種目を制し、1920年アントワープオリンピックのマラソンでも金メダルを獲得。偉大なフィンランド人の長距離ランナーにつけられるニックネーム、フライング・フィンの元祖ともいうべき選手である。

## ストックホルムオリンピック

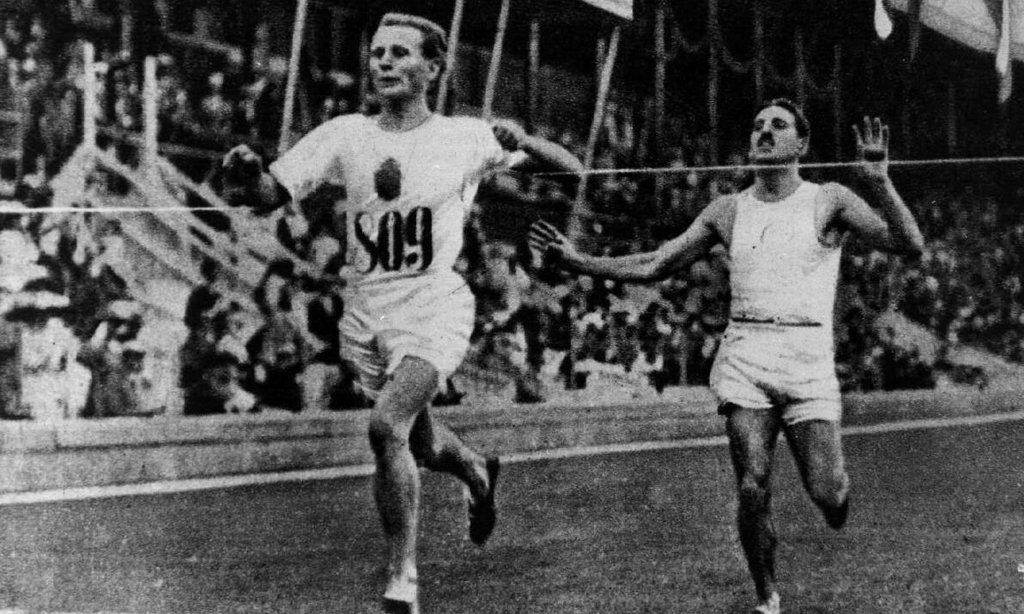
1912年ストックホルムオリンピック5000m 左がハンネス・コーレマイネン

1912年のオリンピックで、もっとも印象的なレースは、5000mでフランスのジャン・ブワンとの対決であった。レースの大部分、ブワンとともに先頭をリードし、最後の数メートルでコーレマイネンがブワンを押さえて世界新記録で金メダルを獲得したレースである。コーレマイネンは10000mと、現在では行われていないクロスカントリーでも金メダルを獲得した。彼は、フィンランドチームの一員として、クロスカントリー団体でも銀メダルを獲得した。
その当時は、フィンランドはロシアの支配下にあった。オリンピックには違うチームとして参加はできたものの、彼の勝利によって掲げられる国旗はロシアのものであった。

## その後
コーレマイネンのキャリアは第1次世界大戦で中断してしまう。しかし、戦後になっても彼の力は衰えていなかった。彼はマラソンのような長い距離にシフトし、1920年のアントワープオリンピックで金メダルを獲得した。さらにその次の1924年パリオリンピックにも出場したが途中棄権に終わっている。
コーレマイネンは、1952年にヘルシンキオリンピックでは、彼の後継者とも言うべきパーヴォ・ヌルミとともに聖火ランナーを務めている。